# Никола (Устюженский район)
Никола — деревня в Устюженском районе Вологодской области. Административный центр Никольского сельского поселения.
С точки зрения административно-территориального деления — центр Никольского сельсовета.
Расстояние по автодороге до районного центра Устюжны — 35 км. Ближайшие населённые пункты — Горка, Нечалово, Погорелка.
Население по данным переписи 2002 года — 567 человек (268 мужчин, 299 женщин). Преобладающая национальность — русские (96 %).